# Army Men
 (décembre 2016).
Si vous disposez d'ouvrages ou d'articles de référence ou si vous connaissez des sites web de qualité traitant du thème abordé ici, merci de compléter l'article en donnant les références utiles à sa vérifiabilité et en les liant à la section « Notes et références ».
Army Men est un jeu vidéo de tactique en temps réel développé et édité par la compagnie 3DO en 1998. Il met en scène un petit soldat de plastique vert, le Sergent, qui doit remplir de nombreuses missions contre les ennemis héréditaires des verts : les marrons.

## Système de jeu
Le jeu se joue en vue objective façon RTS, et le sergent peut avoir recours à l'aide de ses camarades armés jusqu'au dents : mitrailleuse, bazooka, mortier, etc. Les missions s'enchaînent entre le monde natal de petits soldats, qui est à leur échelle, et notre monde, où ils ont la taille de petits soldats classiques. Dans ce cas les choses se corsent puisque les troupes doivent être attentives à toutes sortes de dangers mortels : plaques chauffantes, scies rotatives, briquets ou encore cafards.